# Oberhof Gelnhausen
Der Oberhof Gelnhausen war der Oberhof für diejenigen Städte und Gemeinden, die sich nach dem Stadtrecht von Gelnhausen richteten.

## Geschichte
Die Stadt Gelnhausen wurde am 25. Juli 1170 durch Kaiser Friedrich I. (Barbarossa) gegründet und ihr damit die Möglichkeit gegeben ein eigenes Gericht und Stadtrecht zu bilden. Zugleich ergibt sich aus diesem Gründungsvorgang auch, dass der deutsche König Stadt- und damit auch Gerichtsherr für Gelnhausen war. Örtlich vertreten wurde er in dieser Funktion von einem villicus (Schultheiß). Dieser ist nicht zu verwechseln mit dem städtischen Schultheiß, den der städtische Rat wählte, einem vor 1500 neu geschaffenen Amt.
Zwischen dem Ende des 13. und dem 15. Jahrhundert erhielten eine Reihe anderer Städte und Gemeinden durch den jeweiligen König Stadtrechte unter Bezug auf dessen Ausgestaltung in Gelnhausen. Sie bildeten einen Rechtskreis (auch: Stadtrechtsfamilie).
Blütezeit des Oberhofs Gelnhausen waren das 14. und 15. Jahrhundert.

## Prozessrecht
An Prozessrecht des Gerichts in Gelnhausen ist bekannt:
- Vorsitzender des Gerichts war zunächst der königliche Schultheiß, später der Amtmann der Pfandherrschaft über Gelnhausen.[Anm. 1]
- Neben Schultheiß und später Amtmann bestand das Gericht aus weiteren 12 Schöffen.
- Wenn das Gericht gehegt war, durften die Schöffen nicht mehr sprechen.
- Klagte ein Schöffe selbst, dann schied er für diesen Fall als Richter aus.
- Jeder konnte sich vor Gericht durch einen „Fürsprecher“ vertreten lassen.
- Außer den Schöffen durfte jeder Unbescholtene und eidesfähige als Fürsprecher auftreten.
- Auswärtige Kläger sollten vorgezogen werden und ein verkürztes Verfahren erhalten.
- In Verfahren, in denen das Gericht als Oberhof tätig wurde, musste der um Entscheidung Bittende vorlegen: Die Gerichtsakten des Eingangsgerichts, die Niederschrift der Zeugenaussagen, Beweis-, insbesondere Besitzurkunden und das Urteil des Eingangsgerichts.[7]
- Erschien der Kläger nicht vor Gericht, aber der Beklagte, dann musste der Kläger dem Beklagten den Aufwand ersetzen („einen Taglohn zahlen“).
- Erschien ein Beklagter nicht, so konnte der Kläger seine Klage zu Protokoll geben.
- Jeder Unbescholtene war als Zeuge zugelassen.
- Wenn die Schöffen in einer Sache zu keiner einheitlichen Meinung kamen, durften sie sich mit dem Rat der Stadt beraten oder bei den anderen Städten der Wetterau[Anm. 2] Auskunft einholen, wie sie die Angelegenheit sahen.[8]
- Wer eine zivilrechtliche Klage gewann, musste an Gerichtsgebühren bezahlen: 36 Heller an den Amtmann und 18 Heller an den Gerichtsdiener, aber nichts an die Schöffen, die eigentlichen Richter.
- In Eilsachen fielen keine Gebühren an.
- Verboten und mit Strafe belegt war
  - der Angriff gegen einen Schöffen, ein Ratsmitglied oder einen Stadtknecht („Polizeibeamter“)
  - sich zu bücken, um nach einem Stein zu greifen, um damit nach einem anderen zu werfen.
  - vor Gericht einen anderen einen „Lügner“ zu nennen (5 Schilling Geldbuße)
  - der unbewiesene Vorwurf des Meineids: Der Täter musste von der Kanzel in der Kirche eine Ehrenerklärung verlesen lassen und verlor selbst die Eidesfähigkeit.
  - öffentliche Kritik an einem Gerichtsurteil (4 Schilling Buße)
  - der Entzug vom Gericht gepfändeter Gegenstände (2400 Pfennige Buße)

## Wirken
In der Mehrzahl der überlieferten Fälle, fragte das zuerst mit dem Fall befasste Gericht beim Oberhof um Rechtsauskunft an, sei es, dass dessen Schöffen nicht zu einem einstimmigen Urteil kamen, sei es, dass sie selbst feststellten, in der Angelegenheit „nicht kundig“ zu sein. Außerdem gibt es Fälle, in denen die unterlegene Partei den Oberhof anrief oder auch beide Parteien. Das ersuchende Eingangsgericht entsandte Boten mit den versiegelten Akten nach Gelnhausen. Als Boten fungierten mehrere Schöffen des anfragenden Gerichts und in der Regel der Stadtschreiber der Stadt, aus der sie kamen. Solche Anfragen wurden sofort behandelt und die Entscheidung den Boten gleich mitgegeben.
Für die Zahl der mit Gelnhäuser Recht bewidmeten Städte ist die Zahl der Fälle, in denen aus diesen Städten um Recht in Gelnhausen angefragt wurde, gering. Solche Anfragen liegen aus dem Zeitraum von 1421 bis 1583 vor und es sind nur 28 oder 29, im Schnitt also ein Fall alle sechs Jahre. Das einzig erhaltene Gerichtsbuch von Gelnhausen umfasst die Jahre 1411 bis 1419, enthält 4800 Entscheidungen (im Schnitt also etwa 530 Entscheidungen im Jahr) – aber keine einzige, in der das Gericht als Oberhof tätig war. Ähnlich ist es bei anderen Oberhöfen. Vielleicht liegt ein Überlieferungsproblem vor. Die überlieferten Fälle befassen sich fast alle mit zivil- oder prozessrechtlichen Fragen. Daneben gibt es zwei Verfahren, in denen es um Beleidigung geht.
Für die überlieferten Entscheidungen des Oberhofs sind in etwa der Hälfte der Fälle Aufzeichnungen des Gelnhäuser Stadtschreibers Hartmann Brell die Quelle.

## Ende
Die Tätigkeit des Oberhofs nahm im 16. Jahrhundert stetig ab und lief aus. Grund war, dass sich zunehmend römisches, gelehrtes Recht durchsetzte. Das führte dazu, dass sich die ersuchenden Gerichte für Rechtsauskünfte nicht mehr an den Oberhof Gelnhausen, sondern an die juristischen Fakultäten der Universitäten wandten, vornehmlich die Universität Marburg.

## Ältere Forschung
Die ältere Forschung ging davon aus, dass das Gelnhäuser Stadtrecht vom Frankfurter Stadtrecht abhängig gewesen sei und folgerten daraus, dass der Frankfurter Oberhof der Oberhof für Gelnhausen gewesen sein müsse. Dafür gibt es aber keinen Beleg. Es sind einige Fälle bekannt, in denen der Oberhof Gelnhausen in Frankfurt nachfragte, wie eine Angelegenheit dort gesehen wurde. Es gehörte aber zum üblichen Verfahren, dass die Oberhöfe der Städte der Wetterau sich in Rechtsfragen austauschten.